# Вацлав Потоцки
Вацлав Потоцки (на полски: Wacław Potocki, [ˈvat͡swaf pɔˈtɔt͡skʲi]) е полски поет и писател.
Роден е през 1621 година във Воля Лужанска в големия шляхтишки род Потоцки, а семейството му принадлежи към протестантската група Полско братство. Участва във войните срещу Богдан Хмелницки и срещу Швеция, а след Шведския потоп е принуден да приеме католицизма. По-късно подкрепя Въстанието на Любомирски. Започва да се занимава с литература от 1646 година и става автор на множество поеми и романи, отразяващи живота на тогавашната шляхта, най-известен сред които е епичният роман „Хочимската война“.
Вацлав Потоцки умира на 9 август 1696 година в Лужна.